# Kreuzkrug (Templin)
Kreuzkrug ist ein Gemeindeteil von Petznick, einem Ortsteil der Stadt Templin im Landkreis Uckermark (Brandenburg). Um 1729 entstand an der Templiner Poststraße ein Krug. Zum Krug gehörte auch ein wenig Ackerland und eine größere Heide (Wald). Um 1750 entstand hier auch ein Vorwerk.

## Lage
Kreuzkrug liegt ca. 7,5 km nordöstlich von Templin. Die Siedlung liegt auf der Gemarkung von Petznick auf etwa 71 m ü. NHN. Durch die Siedlung hindurch führt die Bundesstraße 109. Kreuzkrug ist völlig von Wald umgeben.

## Geschichte

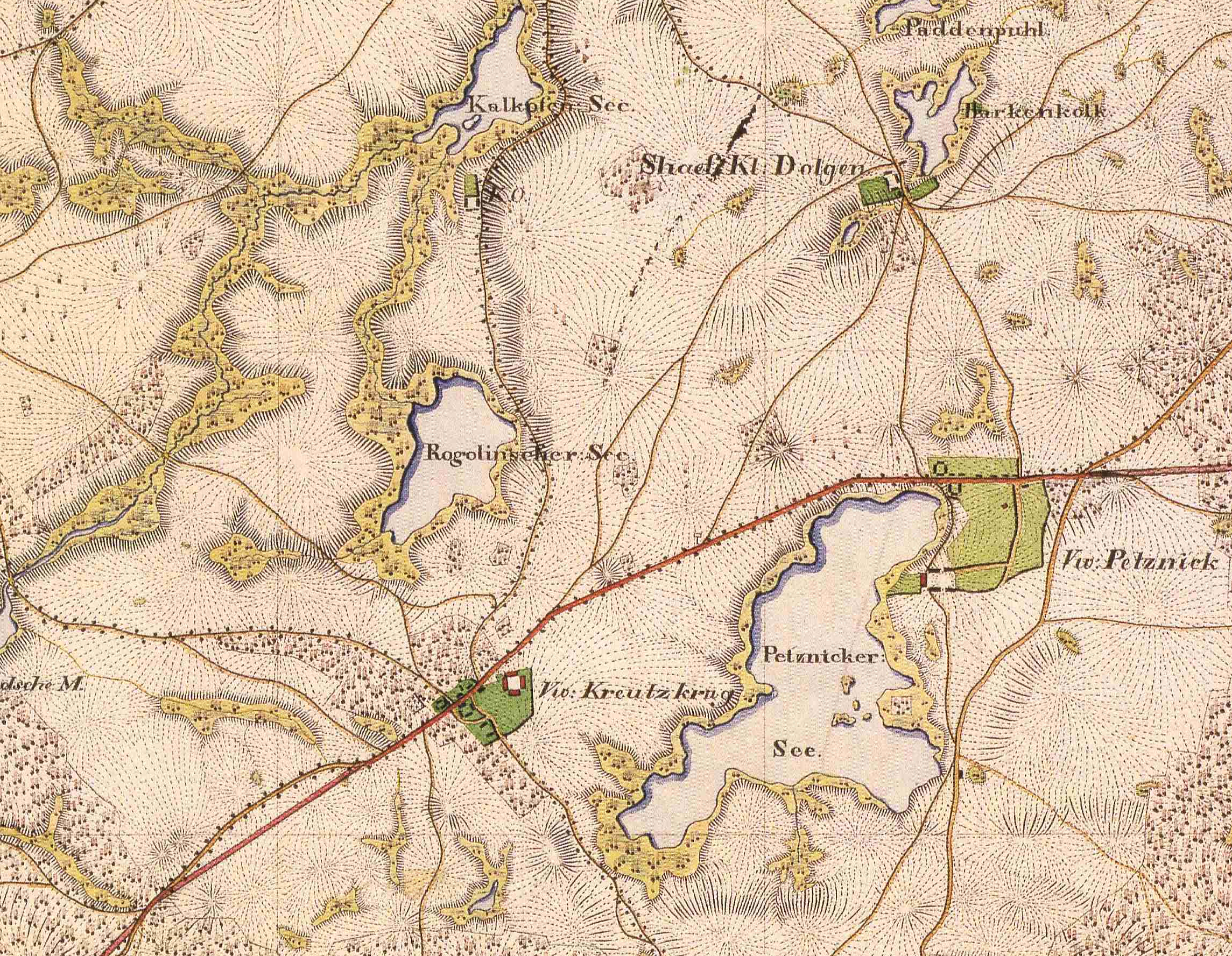
Petznick und Kreuzkrug sowie die abgegangenen Vorwerke Kalkofen und Klein Dolgen auf der Gemarkung Petznick, Ausschnitt aus dem Urmesstischblatt 2748 Templin von 1826

Um 1720 entstand hier ein neuer Krug, der zunächst auch so genannt wurde (Neuerkrug). 1734 wurde der Krug nun Kreuzkrug genannt. Der Name ist wohl von der Lage des Kruges an einer Wegekreuzung abgeleitet. Hier kreuzen sich die Straße von Templin nach Prenzlau mit dem Wege von Klosterwalde nach Milmersdorf.
1734 dort wohnten zwei Häuslinge und ein Knecht, insgesamt 10 Einwohner. Damals gehörte der Krug und 561 Morgen Heide um den Kreuzkrug herum den Brüdern von Münchow gemeinsam. Noch 1745 wird nur das Wirtshaus genannt, zu dem auch etwas Acker gehörte. 1746 verkauften die Brüder von Münchow Kreuzkrug und die zugehörige Heide an das Gut Graukloster bei Prenzlau, das dem Kaufmann Matthias Mohr in Prenzlau gehörte. 1756 verkaufte dieser Kreuzkrug an Ludolf Valentin von Arnim (1707–1758), den Besitzer des Rittergutes Blankensee.  1756/57 gehörten zu den Rittervorwerken Gruse, Kreuzkrug und Werder Land zu insgesamt je 4 1/3 Wispel Aussaat 2. und 3. Klasse bzw. 5 5/12 Wispel auf die 1. Klasse reduziert. Diese Menge an Aussaat setzt auch entsprechende Wirtschaftsgebäude voraus.
Nach dem erbenlosen Tod des Ludolf Valentin von Arnim 1758 erhielt Valentin Dietloff von Arnim (1716–1802) durch den Erbrezess vom 23. April 1759 die Güter des Rittergutes Blankensee. 1761 gehörten zum Rittergut Blankensee die kleinen Rittervorwerke Gruse, Kreuzkrug, Werder und Wolfinsprung.
1769 war anscheinend schon deutlich mehr Land um den Krug, das Vorwerk und seine Wirtschaftsgebäude geräumt worden. Die Aussaat betrug nun 8 Wispel, 12 Scheffel 3 Viertel Roggen. 1775 war neben Wirtshaus und Vorwerk auch eine Schäferei vorhanden. Der Ort hatte nun schon 58 Einwohner, die in 6 Feuerstellen wohnten, vier davon in Familienhäusern (vermutlich Doppelhäusern). 1790 wohnten in dem Rittervorwerk ein Verwalter und sieben Einlieger, insgesamt 49 Personen an vier Feuerstellen. 1790 erscheint mit Arnshoff ein alternativer Name für die Siedlung sonst Kreuzkrug genannt. Anscheinend war weiteres Land urbar gemacht worden, denn nun betrug die Aussaat schon 15 Wispel. Außerdem waren die nahe gelegenen kleineren Vorwerke Gruse, Werder und Wolfinsprung abgebrochen und der Acker zum Vorwerk Kreuzkrug genommen worden.
Nach dem Tod des Valentin Dietloff von Arnim (1716–1802) folgte sein Sohn Carl Christoph Joachim von Arnim. Friedrich Wilhelm August Bratring listet nun Ahrenshof, Vorwerk, bei und zu Blankensee gehörig, nebst einem Krug, der Kreutzkrug genannt. Als Besitzer nennt er den Rittmeister von Arnim in Kyritz. Unter Kreuzkrug schreibt er: Krug, bei Arendshof, unweit des Vorwerks Collin, nebst 7 Einliegern, Schäferei und Försterwohnung, 400 Morgen Holz. Der Ort hatte damals 5 Feuerstellen und 55 Bewohner. Der Name Arendshof setzte sich nicht durch. 1820 stellte Carl Christoph Joachim das Gesuch, Kreuzkrug in Arnimshof umzubenennen; es wurde abgelehnt.
Carl Christoph Joachim von Arnim starb 1821 ohne Erben. Im selben Jahr war auch Erdmann Christof Albrecht von Arnim, Besitzer des Gutes Petznick gestorben, auch er ohne Leibeserben. Beide Erbschaften und ein gemeinsamer Besitz der Arnim'schen Vettern aus dem Sternhagener Nachlass von (1800) wurden nun unter die überlebenden Vettern verteilt.  Insgesamt waren noch sechs Erbberechtigte am Leben,
- Carl Ludolf Bernhard von Arnim (1753–1828) auf Gerswalde und Meißen bei Minden, Sohn des Christof Otto, der Gerswalde erhalten hatte. Er erbte Kienwerder, das er gegen Zollchow vertauschte.
- Carl Heinrich Joachim (1763–1827), Friedrich Wilhelm Erdmann (1766–1852) und Ferdinand August Valentin (1768–1847), die Söhne des Magnus Wilhelm (1733–1810) auf Böckenberg. Carl Heinrich Joachim erbte Zollchow, und vertauschte es gegen Kienwerder,  Friedrich Wilhelm Erdmann erbte Kreuzkrug und  Ferdinand August Valentin erbte Petznick.
- Carl Otto Ludwig (Pitt) und Carl Joachim Friedrich Ludwig (Achim), die Söhne des Joachim Erdmann (1741–1804), erhielten Blankensee und Krullenhaus.

Eickstedt nennt für 1828 als Besitzer von Kreuzkrug den Friedrich Wilhelm Erdmann von Arnim. 1837 pachtete sein Neffe und spätere Fideikommissherr von Petznick Friedrich Eduard Otto (Otto) von Arnim (1803–1884) das Gut Kreuzkrug, das er nach dem Tod des Onkels (1852) auch erbte. 1840 standen in Kreuzkrug sieben Wohnhäuser. 1851 konstituierte sich die Templin-Zehdenicker-Chausseebau-Gesellschaft zum Bau der heutigen B 106 von der Kreisgrenze bei Badingen über Zehdenick, Vogelsang, Hammelspring, Hindenburg, Templin, Kreuzkrug, Petznick bis zur Einmündung in die damalige Prenzlauer-Berliner Chaussee (heutige L 100).
Otto heiratete erst mit 57 Jahren (1860) Adolfine Gertrud Ida Sophie von Ramin, Tochter des preußischen Oberstleutnants a. D. Wilhelm von Ramin von Schmagerow und seiner Frau Henriette geb. Saldern adH Wilsnack. Um 1860 konnte er das Gut Böckenberg aus der Zwangsverwaltung der Ritterschaft gegen Zahlung einer aufgelaufenen Schuld von 50.000 Talern auslösen. Adolf Frantz beziffert die Größe von Kreuzkrug und seine Wirtschaftsflächen wie folgt: 2561 Morgen Gesamtgröße, 1847 Morgen Acker, 85 Morgen Wiese, 187 Morgen Weiden und 344 Morgen Forst.
Das Gut Petznick unter Friedrich Eduard Otto (Otto) von Arnim bestand in der zweiten Hälfte des 19. Jahrhunderts aus dem Hauptgut Petznick mit dem Herrenhaus, Böckenberg, Kienwerder, Kreuzkrug und Wilhelmshof. Vor 1860 ließ er in Petznick eine Kirche bauen. Auf dem Dorffriedhof befand sich auch die Familiengruft der von Arnims auf Petznick. 1860 stand in Petznick ein öffentliches Gebäude, sieben Wohngebäude und 16 Wirtschaftsgebäude. 1882 stiftete er aus diesen Güter das von Arnim-Petznicksche-Familienfideikommiss mit dem Recht der Erstgeburt. Die Stiftung wurde 1884 genehmigt. 1884 starb Otto in Petznick. Seine Witwe verwaltete noch bis 1904 den Besitz. Sie starb im Alter von 70 Jahren in Berlin.
1885 hatte Kreuzkrug eine Gesamtgröße von 637 Hektar, davon 404 Hektar Ackerland, 45 Hektar Wiesen, 25 Hektar Hutung (Weiden), 158 Hektar Wald und 5 Hektar Wasser. Der Grundsteuerreinertrag betrug 2781 Mark. Das Gut war an Berthold Wölbling verpachtet.  1899 wurde die Verlängerung der Bahnstrecke Löwenberg–Prenzlau von Templin nach Prenzlau in Betrieb genommen. Die Bahnlinie führte nordwestlich an Kreuzkrug vorbei. Entsprechend liegt der Bahnhof etwas abgesetzt vom eigentlichen Kernort. Die Bahnlinie wurde 2012 demontiert.
1896 hieß der Pächter des Gutes Kreuzkrug Schröder. 1900 standen in Petznick sieben Wohnhäuser. 1903 ist kein Pächter angegeben.
Erbe des Familienkommisses Petznick war der älteste Sohn Kurt Erdmann Valentin Detloff (1861–1929). Er machte zuerst Karriere in der preußischen Armee, nahm dann aber nach dem Tod seiner Mutter 1904 den Abschied als Major und übernahm die Familiengüter. Er blieb unverheiratet. Rechtlich folgte ihm nun sein jüngerer Bruder Otto Albert Wilhelm Magnus (1863–1945) nach. Er übergab die Familienkommissgüter jedoch seinem Sohn Hans Gerd (1893–1969). Mit der Auflösung der Familienfideikommisse 1929 durch die Weimarer Republik begann auch der Ausverkauf des Gutes Petznick. Böckenberg musste 1930 an eine Siedlungsgesellschaft verkauft werden, im selben Jahr folgte noch der Verkauf von Kienwerder, 1932 musste Hans Gerd von Arnim sogar das Hauptgut Petznick an den Landwirt Friderici verkaufen, ließ sich im Vertrag jedoch die Möglichkeit eines Rückkaufes offen. Wilhelmshof wurde um 1935 an den Forstmeister Achim Freiherr von Willisen verkauft. Lediglich Kreuzkrug blieb der Familie von Arnim bis 1945 erhalten. Während des Krieges wohnten mehrere Familienmitglieder im Jagdhaus am Petznicksee, das Hans Gerd noch vor dem Krieg hatte bauen lassen. In der Bodenreform von 1946 wurde das Gut Kreuzkrug enteignet und aufgeteilt.
1952 gab es bereits eine LPG mit 13 Mitgliedern und 120 Hektar landwirtschaftlicher Nutzfläche in Kreuzkrug. Der Krug soll bis Ende der dreißiger Jahre in Betrieb gewesen sein. Er war nach 1945 nur noch Wohnung. Das Gebäude wurde dann 1963 abgerissen. 1968 wurde in Kreuzkrug eine Straßenbeleuchtung installiert.

## Kommunale Zugehörigkeit
Kreuzkrug bildete einen eigenen Gutsbezirk. Mit der Bildung der Amtsbezirke 1874 wurde Kreuzkrug dem Amtsbezirk Nr. 10 Petznick (Klosterwalde mit Paulinenhof, Rieckshof, Sydowshof, Jakobshagen, Collinshof, Egarsee, Kirchenfelde, Stabeshöhe, Herzfelde, Steinhausen (existiert nicht mehr), Kreuzkrug, Petznick, Henkinshain und Wiedebusch) zugewiesen. Amtsvorsteher war der Kreisdeputierte Otto von Arnim auf Petznick, sein Stellvertreter der Rittergutsbesitzer Lindenberg auf Herzfelde. 1928 wurde der Gutsbezirk Kreuzkrug und der Gutsbezirk Petznick zur Gemeinde Petznick vereinigt. 1931 gehörten zur Gemeinde Petznick die Wohnplätze Henkinshain, Kreuzkrug und Bahnhof Kreuzkrug (Mark). 1957 und 1971 wurde Kreuzkrug Ortsteil von Petznick. 1992 schlossen sich 14 Gemeinden, darunter auch Petznick zur Verwaltungsgemeinschaft Amt Templin-Land zusammen. Zum 26. Oktober 2003 wurden die amtsangehörigen Gemeinden in die Stadt Templin eingegliedert und das Amt Templin-Land aufgelöst. Seither ist Petznick Ortsteil der Stadt Templin, Kreuzkrug Gemeindeteil.

## Kirchliche Zugehörigkeit
Kreuzkrug gehörte 1775 in kirchlicher Hinsicht zu Klosterwalde. 1800 gingen die Kreuzkruger nach Blankensee in die Kirche. 1817 und 1840 gehörte Kreuzkrug zum Kirchensprengel Mittenwalde, und ab 1860 zur Kirchengemeinde Petznick. Die Evangelische Kirchengemeinde Petznick gehört heute (2018) zum Pfarrsprengel Herzfelde-Petersdorf im Evangelischen Kirchenkreis Oberes Havelland.